# Kudan
Kudan株式会社（くだん、英文社名：Kudan Inc.）は、東京都渋谷区渋谷に本社を置き、イギリスで人工知覚（AP）の研究開発（及びソフトウェアライセンスの提供）を行う日本の企業。

## 概要
Kudanは2011年にブリストルで創業され、2014年に日本で設立された企業。ブリストルのR&D部門で、カメラ向けの人工知覚アルゴリズムの研究開発を進め、2018年に東京証券取引所マザーズに上場した。

## 沿革
- 2011年 ブリストルでKudan Limitedを設立[7][2]。
- 2014年 東京都千代田区にKudan株式会社を設立[7]。
- 2015年 Kudan株式会社がKudan Limitedを子会社化する[7]。
- 2018年 東京証券取引所マザーズに上場[7]。
- 2019年 渋谷区渋谷に本社を移転[7]。